# Нечаєв Михайло Юхимович
Миха́йло Юхи́мович Неча́єв (нар. 12 серпня 1916 — пом. 26 грудня 1942) — радянський військовик часів Другої світової війни, командир танкового батальйону 130-ї танкової бригади 24-го танкового корпусу 1-ї гвардійської армії, капітан. Герой Радянського Союзу (1943).

## Життєпис
Народився 12 серпня 1916 року в селищі станції Авдіївка (нині — місто в Донецькій області) в родині робітника. Українець (у деяких документах — росіянин). Закінчив 7 класів і школу ФЗУ. Працював слюсарем.
До лав РСЧА призваний 1935 року. У 1938 році закінчив Горьківське танкове училище. Проходив військову службу в танкових підрозділах Київського особливого військового округу, брав участь у вторгненні радянських військ до Польщі. Член ВКП(б) з 1941 року.
Учасник німецько-радянської війни з червня 1941 року. Як командир роти 16-го танкового полку 18-ї окремої танкової дивізії Південного фронту лейтенант М. Ю. Нечаєв брав участь в оборонних боях в Україні. Лише у боях поблизу населених пунктів Кринички й Сухачівка протягом 19-22 серпня 1941 року екіпаж танку під його командуванням знищив 4 середніх танки, 4 протитанкових гармати, декілька вогневих точок і значну кількість піхоти супротивника, притягнув у розташування своєї частини 1 підбитий середній танк ворога.
Особливо командир 2-го танкового батальйону 130-ї танкової бригади 24-го танкового корпусу 1-ї гвардійської армії Південно-Західного фронту капітан М. Ю. Нечаєв відзначився під час оточення ворожого угруповання під Сталінградом. Виконуючи бойове завдання командування, у ніч з 20 на 21 грудня 1942 року батальйон під його командуванням увірвався на станцію Чертково (Ростовська область Росії), де знищив 3 танки, 5 гармат, 2 паровози, до 150 солдатів і офіцерів, а також зруйнував залізничні колії. 24 грудня поблизу станиці Тацинської 2-й танковий батальйон обійшов смугу укріплень супротивника з тилу й увірвався на аеродром, за гарматно-кулеметним вогнем і гусеницями почав знищувати ворожі літаки, що намагалися злетіти. При цьому було захоплено значні військові трофеї й майно. На станції Тацинська з повного ходу своїм танком увірвався на ворожу артилерійську батарею і знищив її.
26 грудня 1942 року у бою за с. Новоандіївка екіпаж танка капітана М. Ю. Нечаєва протягом 2-х годин самотужки вів бій з 9-ма танками супротивника. У ході бою танк був підпалений, згорів у танку разом зі своїм екіпажем.

## Нагороди
Указом Президії Верховної Ради СРСР від 14 лютого 1943 року «за зразкове виконання бойових завдань командування на фронті боротьби з німецько-фашистськими загарбниками та виявлені при цьому відвагу і героїзм», капітанові Нечаєву Михайлу Юхимовичу присвоєне звання Героя Радянського Союзу (посмертно).
Нагороджений орденами Леніна (14.02.1943) і Червоного Прапора (05.11.1941).

## Вшанування пам'яті
Селище Бистрянський Тацинського району Ростовської області Росії перейменоване у Нечаєвськ.
У місті Авдіївці Донецької області, а також у станиці Тацинська і селищі Углегорський Тацинського району Ростовської області Росії його ім'ям названо вулиці.